# The Actress and the Singer
The Actress and the Singer è un cortometraggio muto del 1911 diretto da Harry Solter e prodotto dalla Lubin.

## Trama
Un'attrice si innamora di un cantante dopo averne sentito la voce registrata su un disco.

## Produzione
Il film fu prodotto dalla Lubin Manufacturing Company.

## Distribuzione
Distribuito dalla General Film Company, il film - un cortometraggio in una bobina - uscì nelle sale statunitensi il 13 marzo 1911.